# شانزده‌ضلعی
| شانزده‌ضلعی منتظم                     | شانزده‌ضلعی منتظم                              |
| ------------------------------------ | --------------------------------------------- |
| یک شانزده‌ضلعی منتظم                  |                                               |
| اضلاع و رأس‌ها                        | ۱۶                                            |
| نماد اشلفلی                          | {۱۶}                                          |
| مساحت (با طول ضلع {\displaystyle a}) | {\displaystyle 4a^{2}\cot {\frac {\pi }{16}}} |
| زاویه داخلی (درجه)                   | ۱۵۷٫۵                                         |

در هندسه، شانزده‌ضلعی (به انگلیسی: Hexadecagon)، یک چندضلعی با شانزده ضلع است.

## شانزده‌ضلعی منتظم
یک شانزده‌ضلعی منتظم دارای ضلع‌ها و زاویه‌های داخلی برابر است. اندازهٔ زاویه‌های داخلی هر رأس آن، ۱۵۷٫۵ درجه بوده و مساحت آن با استفاده از رابطهٔ زیر محاسبه می‌شود:
{\displaystyle A=4a^{2}\cot {\frac {\pi }{16}}=4a^{2}({\sqrt {2}}+1)({\sqrt {4-2{\sqrt {2}}}}+1)\simeq 20.1094\,a^{2}}
با توجه به اینکه تعداد اضلاع شانزده‌ضلعی، یک توان دو است، مساحت آن با استفاده از شعاع دایره محیطی، {\displaystyle R}، با استفاده از رابطهٔ ویت قابل محاسبه است:
{\displaystyle A=R^{2}\cdot {\frac {2}{1}}\cdot {\frac {2}{\sqrt {2}}}\cdot {\frac {2}{\sqrt {2+{\sqrt {2}}}}}=4R^{2}{\sqrt {2-{\sqrt {2}}}}\simeq 3.0615\,R^{2}.}

## ترسیم شانزده‌ضلعی منتظم
یک شانزده‌ضلعی منتظم با استفاده از خط‌کش و پرگار قابل ترسیم است: